# Мгалоблишвили, Герман Андреевич
Герман Андреевич Мгалоблишвили (груз. გერმანე ანდრიას ძე მგალობლიშვილი; 1884 — 1937) — советский и грузинский политик, председатель Совета Народных Комиссаров Грузинской ССР в период 1931—1937.
С 1921 года — член РКП(б), во второй половине 1920-х годов был народным комиссаром финансов Грузинской ССР.
С 20 ноября 1930 по 13 октября 1931 года был кандидатом в члены Политбюро ЦК Коммунистической партии (большевиков) Грузии.
С 22 сентября 1931 по июль 1937 года — председатель Совета Народных Комиссаров Грузинской ССР.
Расстрелян 5 октября 1937 года.